# Schizomus lunatus
Schizomus lunatus är en spindeldjursart som beskrevs av Gravely 1911. Schizomus lunatus ingår i släktet Schizomus och familjen Hubbardiidae. Inga underarter finns listade i Catalogue of Life.